# Distretto di Nishi
Il distretto di Nishi (爾志郡?) è uno dei distretti della Sottoprefettura di Hiyama, Hokkaidō, in Giappone.
Attualmente comprende il solo comune di Otobe.